# Гутьерритос
Гутьерритос (исп. Gutierritos) — мексиканская 50-серийная драма 1958 года производства Telesistema Mexicano. Является вторым по счёту созданным мексиканским телесериалом и первым телесериалом в послужном списке Валентина Пимштейна в качестве продюсера.

## Сюжет
Анхель Гутьеррес — добрый и трудолюбивый человек, который работает в офисе и честно выполняет свою работу, чтобы всё отдать своей супруге Росе, которая унижает и презирает его, несмотря на все старания, которые он делает. Его дети Хулия и Лукресия также на стороне матери и также ненавидят своего отца. На работе Анхеля также высмеивают, но он по-прежнему старается.

## Создатели телесериала

### В ролях
- Рафаэль Банкельс  - Анхель Гутьеррес «Гутьерритос»
- Мария Тереса Ривас  - Роса Эрнандес
- Карлос Наварро  - Хуан Ортега
- Дина де Марко  - Анита
- Мануэль Лосано - Медина
- Луис Лара
- Вики Агирре - Лупита
- Маурисио Гарсес - Хорхе Контрерас
- Патрисия Моран - Елена
- Херардо дель Кастильо - Сеньор Мартинес
- Хосефина Эскобедо - тётя Росы
- Эвита Муньос "Чачита" - Ана
- Эльвира Кинтана - Сеньора Гутьеррес
- Мигель Суарес - Сеньор Фернандес
- Мария Эухения Льямас  - Лукресия (ребёнок)
- Луис де Альба - Хулио Сесар